# Alfred Pfeill-Scharffenstein
Alfred svobodný pán von Pfeill-Scharffenstein (25. září 1836 Padova – 30. dubna 1891 Praha) byl rakouský a český šlechtic a politik, v 2. polovině 19. století poslanec Říšské rady.

## Biografie
Jeho otec Karel August Pfeill-Scharffenstein byl důstojníkem druhého rakouského dragounského pluku. Alfred vystudoval práva na Karlo-Ferdinandově univerzitě v Praze. Od roku 1860 pracoval ve státní správě na Českém místodržitelství. V roce 1861 nastoupil k okresnímu soudu v Liberci. Byl aktuárem na okresním hejtmanství v Kutné Hoře. Roku 1862 odešel ze státní služby a působil jako velkostatkář. Patřil mu statek Nalžovice na Sedlčansku. V roce 1879 získal titul komořího. Od roku 1884 zastával funkci intendanta Německého divadla v Praze.
V zemských volbách v lednu 1867 byl zvolen na Český zemský sněm za kurii velkostatkářskou, nesvěřenecké velkostatky. Do sněmu se vrátil v zemských volbách roku 1870. Opětovně na sněm usedl po zemských volbách roku 1883 a mandát obhájil i v zemských volbách roku 1889. Zastupoval Stranu konzervativního velkostatku, která podporovala český národní a federalistický program. Byl náhradníkem zemského výboru, od roku 1883 do roku 1889 pak členem zemského výboru. Podle jiného zdroje ale v zemském výboru zasedal až do své smrti roku 1891. Zasadil se o úpravu zemského sadu Královská obora.
Zemský sněm ho roku 1871 zvolil i do Říšské rady (celostátní parlament, volený nepřímo zemskými sněmy). Na práci parlamentu se ovšem nepodílel a jeho mandát byl 23. února 1872 prohlášen pro absenci za zaniklý. Uspěl pak v přímých volbách do Říšské rady roku 1879. Rezignaci oznámil na schůzi 22. ledna 1884. Po volbách v roce 1879 se na Říšské radě připojil k Českému klubu (jednotné parlamentní zastoupení, do kterého se sdružili staročeši, mladočeši, česká konzervativní šlechta a moravští národní poslanci).
Zemřel svobodný a bezdětný po krátké nemoci v dubnu 1891 jako poslední mužský člen rodu Pfeill-Scharffenstein.